# Антарктический гигантский кальмар
Антарктический гигантский кальма́р, или антарктический глубоководный кальмар (лат. Mesonychoteuthis hamiltoni) — глубоководный вид кальмаров и единственный представитель рода Mesonychoteuthis. В ненаучной прессе и популярной литературе его обычно называют «колоссальным кальмаром», используя прямой перевод одного из английских названий.
Впервые был описан в 1925 году британским зоологом Г. К. Робсоном (Guy Coburn Robson; 1888—1945) по двум щупальцам из желудка кашалота, пойманного к югу от Южных Шетландских островов. С момента описания вида о нём не было больше никаких сведений в течение последующих более чем 40 лет. По сути, первые сведения после большого перерыва появились лишь в 1970 году, когда были описаны 4 личинки M. hamiltoni из Атлантического сектора Антарктики, а первая поимка взрослой особи этого вида — самки, имевшей длину мантии 117 см, разноглубинным тралом произошла лишь в 1979 году. В марте 2025 года молодой антарктический гигантский кальмар был впервые заснят на видео на глубине с помощью подводного аппарата, принадлежащего Schmidt Ocean Institute.
Эндемик Антарктики. Является одним из самых массовых и самым крупным видом кальмаров в антарктических водах. Согласно оценкам его максимальный размер не менее 10 м, а возможно даже 13—14 м общей длины, уступает лишь гигантскому кальмару рода Architeuthis из Северного полушария, а по массе (около полутонны) заметно превосходит его; в Антарктике крупнейший после него кальмар — Kondakovia longimana (общая длина до 2,2 м).
Интересной особенностью всех гигантских, а также всех антарктических и глубоководных кальмаров является присутствие в их организме хлористого аммония, уменьшающего удельный вес тела и придающего кальмарам нейтральную плавучесть. В отличие от мелких кальмаров с отрицательной плавучестью, вынужденных постоянно использовать очень энергозатратный механизм реактивной струи, выпускаемой из воронки, кальмары Антарктики могут практически без движения парить в толще воды.

## Описание

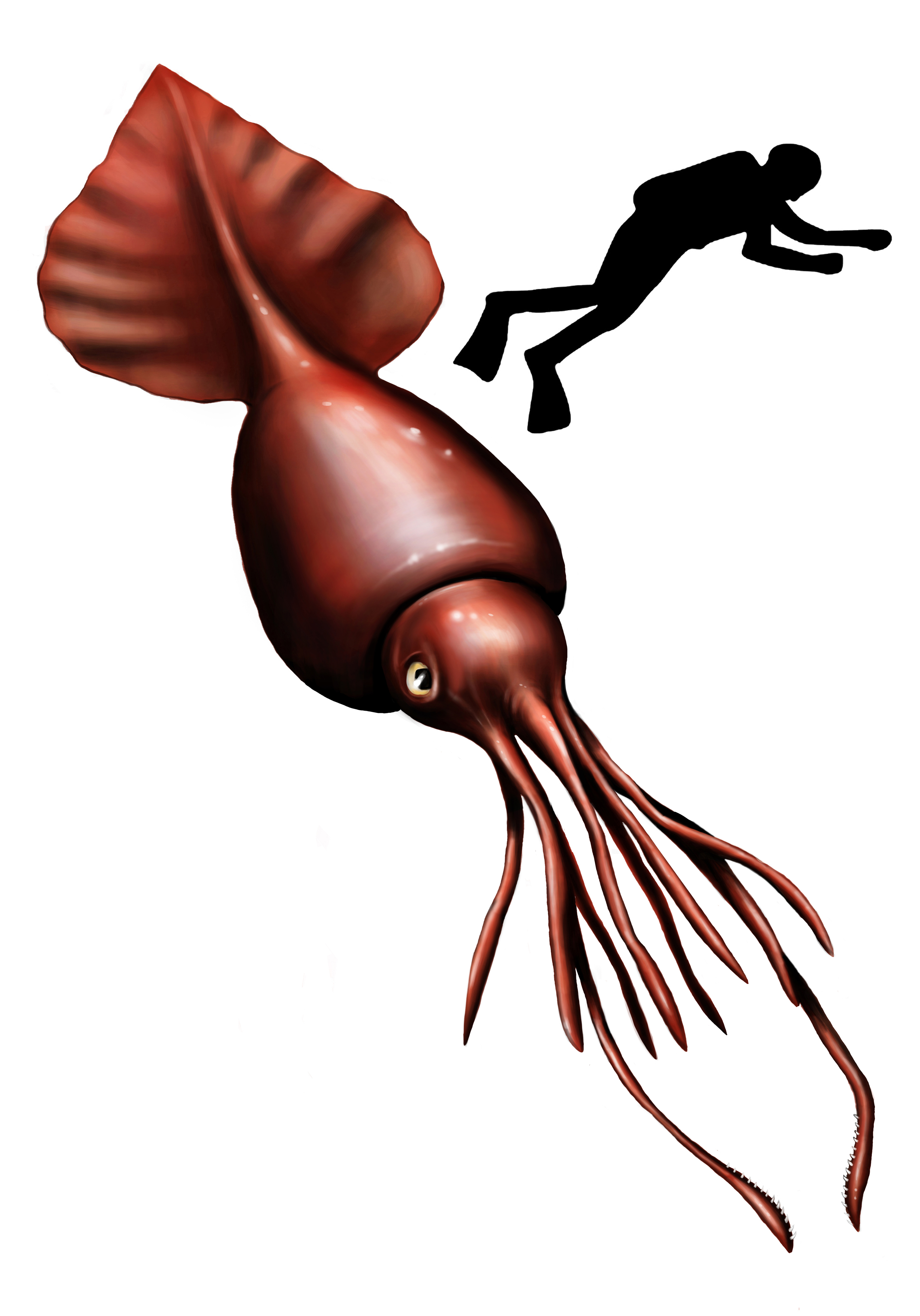
Сравнение размеров антарктического гигантского кальмара и человека.

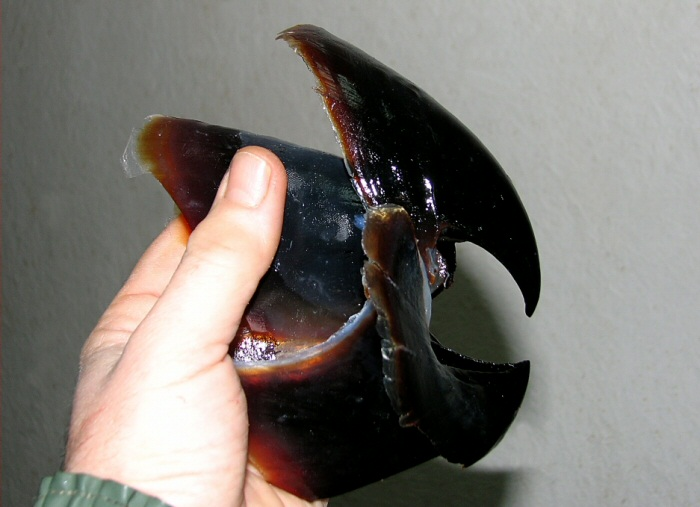
Клюв антарктического гигантского кальмара из желудка антарктического клыкача, пойманного в море Амундсена, Антарктика. Рассчитанная по нижнему клюву длина мантии этого кальмара составила около 2 м, полная масса кальмара — около 250 кг.

Очень крупный вид с удлинённым телом, длиной мантии до 3 м, общей длиной около 9—10 м и максимальной известной массой 495 кг. Мантия широкая, сужающаяся в последней трети своей длины в узкий длинный заострённый хвост. Толщина стенок мантии около 5—6 см; ткань мантии мягкая. Затылочный и вороночный хрящи короткие, толстые, несколько искривлённые, без туберкул у взрослых или почти взрослых кальмаров. Плавники крупные, толстые, мускулистые, терминальные, составляют почти половину длины мантии и в расправленном виде образуют профиль (при взгляде сверху и снизу) в виде сердца. Глаза очень крупные, с двумя фотофорами; диаметр глаза достигает 27 см. Щупальца с двумя рядами присосок на булавах, двумя продольными рядами хорошо развитых крючьев (до 26), расположенных медиально, и мелкими боковыми присосками. Ловчие руки очень толстые, длинные и мускулистые, с широкими защитными мембранами у основания и утончающиеся к концам; в средней части рук имеются от трёх до 11 пар капюшоновидных крючьев, в последней трети длины — присоски. Хитиновый клюв толстый, жёсткий и мощный.

## Распространение и батиметрическое распределение
Распространён в Южном океане циркумполярно. В Антарктических водах образует скопления, а за пределами Антарктической конвергенции держится разрежённо. Наиболее северные находки известны к югу от берегов Новой Зеландии, Южной Африки и Южной Америки. Обитает главным образом в глубинных антарктических водах, где встречается на глубинах до 2—4 тысяч метров. В качестве индикатора гипотетического наличия этого кальмара в какой-либо акватории Южного океана может рассматриваться температура поверхности воды в диапазоне от −1,9 до +2 °C. Максимум встречаемости этого вида приходится ещё на более узкий температурный интервал — от −0,9 до 0 °C. Взрослые кальмары обычно встречаются на глубине от 200—700 м (мезопелагиаль) до 700—2000 м (батипелагиаль). В декабре—марте особенно часто встречается в высоких широтах Антарктики между 60 и 70 градусами южной широты.

## Размеры
Самки крупнее самцов. В желудках кашалотов отмечены особи обоих полов кальмаров с размером мантии от 80 до 250 см и массой до 250 кг. У наиболее крупных особей длина мантии, очевидно, может достигать 4 метров. В 2007 году в море Росса новозеландские рыбаки на ярусоловном судне «San Aspirin», занимавшегося промыслом антарктического клыкача, выловили крупнейшего из когда-либо пойманных антарктических гигантских кальмаров общей длиной около 10 метров, с длиной мантии 3 м и массой 495 кг
.

## Образ жизни
Об особенностях биологии и жизненном цикле этого кальмара известно очень мало, так как случаи их поимки крайне редки. Является основным объектом охоты кашалотов (до 60 % в пище) и антарктического клыкача, поедается также косатками, гриндами и южными морскими слонами, а неполовозрелыми мелкими особями питаются альбатросы. Основным источником первичной информации по образу жизни этого кальмара послужили данные по питанию кашалотов, добытые советским исследователем В. Л. Юховым в период открытого китобойного промысла с 1967 по 1974 г.
Пассивный хищник и типичный ихтиофаг, зависающий в толще воды в ожидании проплывающих жертв. Основным объектом питания антарктического гигантского кальмара являются светящиеся анчоусы семейства миктофовых (Myctophidae), а также другие мезопелагические рыбы, в основном семейства Paralepididae. Кроме того, в питании встречаются другие кальмары; а в неполовозрелом возрасте на ранних стадиях развития питается преимущественно зоопланктоном.
Впервые начинает созревать при длине мантии около 1 м и весе около 25—30 кг. Длина сперматофоров составляет около 170—250 мм, потенциальная плодовитость — около 4—4,2 млн ооцитов. В ноябре—апреле гонады самок находятся на II—III стадии зрелости. Различие в диаметрах ооцитов указывает на их асинхронный рост и развитие. Нерест, вероятно, происходит в конце зимы — ранней весной.

## Возможное использование в питании
У этого кальмара, в отличие от большинства других видов антарктических кальмаров, раствор хлористого аммония, придающий животному нейтральную плавучесть и характерный аммиачный запах, находится не в тканях мантии, а в специальном целомическом мешке. Этот мешок легко удаляется вместе с внутренностями, поэтому мясо мантии кальмара (выход по массе до 67 %) съедобно и, к тому же, обладает нежным приятным вкусом. По современным оценкам биомасса этого кальмара может составлять около 90 миллионов тонн.